# Улица Мирослава Тирша
| Улица · МИРОСЛАВА ТИРША            | Улица · МИРОСЛАВА ТИРША |
| ---------------------------------- | ----------------------- |
|                                    |                         |
| Општина                            | Земун                   |
| Почетак                            | Авијатичарски трг       |
| Крај                               | 22. Октобра             |
| Дужина                             | 184 m                   |
| Ширина                             | 9 до 18 m               |
| Створена                           | 1925                    |
| Названа                            | 1925                    |
|                                    |                         |
|                                    |                         |
| Улица М. Тирша улаз из 22. октобра |                         |

Улица Мирослава Тирша се налази у Земуну. Простире се од Авијатичарског трга до улице 22. октобра. Улица је добила назив по Мирославу Тиршу оснивачу соколског покрета.

## Историјат
Почетком 20-ог века на простору где се данас налази улица Мирослава Тирша у Земуну је била мочвара. Насипањем тог терена створени су услови за ширење града на ту страну. Прво су се на том простору населиле грађаре (продавнице грађевинског материјала, дрвене грађе, угља и огревног дрвета) што је било сасвим природно јер се тај део града почео градити. Интензивна градња је почела нарочито после Првог светског рата. У непосредној близини Улице Мирослава Тирша настајала је индустријска зона као и државна надлештва па су се због тога у овој улици градиле стамбене зграде за породични живот и издавање.
Зграде у улици Мирослава Тирша су грађене у модернистичком стилу (1925-1941) и у потпуности су очуване, јер су Силе осовине (Нацистичка Немачка) поштеделе град од бомбардовања због значајног удела Немаца у становништву Земуна, а биле су поштеђене и послератном изградњом. Зграде и дан данас служе намени за које су и пројектоване тј. служе за становање. У улици постоје два фризера, обућар, школа енглеског језика и ауто-школа. Улица је једносмерна са незнатним саобраћајем. У улици се налази дрворед са парне стране засађене су липе а са непарне стране јавори и јасенови. Некада је улица била позната по јабланима али су они морали бити посечени 1980-их. година, због старости. Последњи јаблан у улици је посечен 2010. године. Са непарне стране између зграда и тротоара налазе се баште засађене ружама и украсним биљем.
Улица је дуга 184 метра а широка од 9 до 18 метара. Укршта се са улицом Данила Медаковића (бивша Августа Цесарца).

## Галерија
- М. Тирша парна страна
- Дом здравља
- Баштице у ул. М. Тирша
- Угаона зграда
- Модернизам
- Крак ка Авијатич. тргу
- Крак ка 22. октобру